# Love Is a Bourgeois Construct
Love Is a Bourgeois Construct è un singolo del gruppo musicale britannico Pet Shop Boys, pubblicato il 1º settembre 2013 come terzo estratto dal dodicesimo album in studio Electric.

## Pubblicazione
Attraverso un comunicato ufficiale sul loro sito internet in data 22 luglio 2013, i Pet Shop Boys rendono pubblica la scelta del brano come singolo, anticipando i formati della pubblicazione (CD, digitale e 12"). Oltre ai remix che accompagnano il singolo, sono presenti anche due b-side: Entschuldigung! (la loro prima canzone contenente parte di testo in tedesco) e Get It Online. In un primo momento, la pubblicazione era stata fissata per il 2 settembre, tuttavia il duo decise di anticipare di un giorno la pubblicazione delle due versioni digitali del singolo, mentre quella su CD è avvenuta il 30 dello stesso mese.
Love Is a Bourgeois Construct rappresenta un'importante novità nella discografia dei Pet Shop Boys: infatti per rendere il brano adattabile ai canoni radiofonici, il duo ha presentato due versioni radiofoniche differenti: la prima versione, denominata "Daytime Version", è la versione che verrà trasmessa dalle radio durante il daytime (mattina e pomeriggio), mentre la seconda versione, denominata "Nighttime Version", è quella che verrà trasmessa negli orari notturni. Quest'ultima versione è inoltre quella inserita nelle varie versioni del singolo destinate al commercio.

## Tracce
Download digitale – parte 1
1. Love Is a Bourgeois Construct (Nighttime Radio Edit) – 4:09
2. Entschuldigung! – 5:02
3. Get It Online – 3:36
4. Love Is a Bourgeois Construct (The Penelopes Remix Radio Edit) – 4:08

Download digitale – parte 2
1. Love Is a Bourgeois Construct (The Penelopes Remix) – 7:00
2. Love Is a Bourgeois Construct (Claptone Remix) – 6:59
3. Love Is a Bourgeois Construct (Little Boots Discotheque) – 6:50
4. Love Is a Bourgeois Construct (Dave Audé Big Dirty Dub Remix) – 6:15
5. Love Is a Bourgeois Construct (Claptone Instrumental) – 6:57

CD singolo
1. Love Is a Bourgeois Construct (Nighttime Radio Edit) – 4:12
2. Entschuldigung! – 5:04
3. Get It Online – 3:38
4. Love Is a Bourgeois Construct (The Penelopes Remix) – 6:57
5. Love Is a Bourgeois Construct (Claptone Remix) – 7:00
6. Love Is a Bourgeois Construct (Little Boots Discothèque) – 6:52
7. Love Is a Bourgeois Construct (Dave Audé Big Dirty Dub) – 6:17
8. Love Is a Bourgeois Construct (Claptone Instrumental) – 6:57
9. Love Is a Bourgeois Construct (Little Boots Discothèque Dub) – 6:49

12"
- Lato A

1. Love Is a Bourgeois Construct (Album Version) – 6:42
2. Love Is a Bourgeois Construct (The Penelopes Remix) – 7:00

- Lato B

1. Love Is a Bourgeois Construct (Claptone Remix) – 6:59
2. Love Is a Bourgeois Construct (Little Boots Discothèque Dub) – 6:49

- Lato C

1. Love Is a Bourgeois Construct (Dave Audé Extended Vocal Remix)
2. Love Is a Bourgeois Construct (Claptone Instrumental) – 6:57

- LATO D

1. Love Is a Bourgeois Construct (Dave Audé Big Dirty Dub Instrumental) – 6:15
2. Love Is a Bourgeois Construct (The Penelopes Dub)

CD promozionale
1. Love Is a Bourgeois Construct (Daytime Radio Edit) – 4:02
2. Love Is a Bourgeois Construct (Nighttime Radio Edit) – 4:10
3. Love Is a Bourgeois Construct (Album Version) – 6:42
4. Love Is a Bourgeois Construct (Instrumental) – 6:45

## Date di pubblicazione
| Paese | Data              | Formati           |
| ----- | ----------------- | ----------------- |
| Mondo | 1º settembre 2013 | Download digitale |
| Mondo | 30 settembre 2013 | CD                |
| Mondo | 9 dicembre 2013   | 12"               |